# Південний тетрапілон Гераси
Південний тетрапілон Гераси – частково збережена споруда античного міста Гераса, котре передувало сучасному Джерашу (знаходиться за три з половиною десятки кілометрів на північ від столиці Йорданії Амману). Складова частина грандіозного комплексу руїн Гераси.

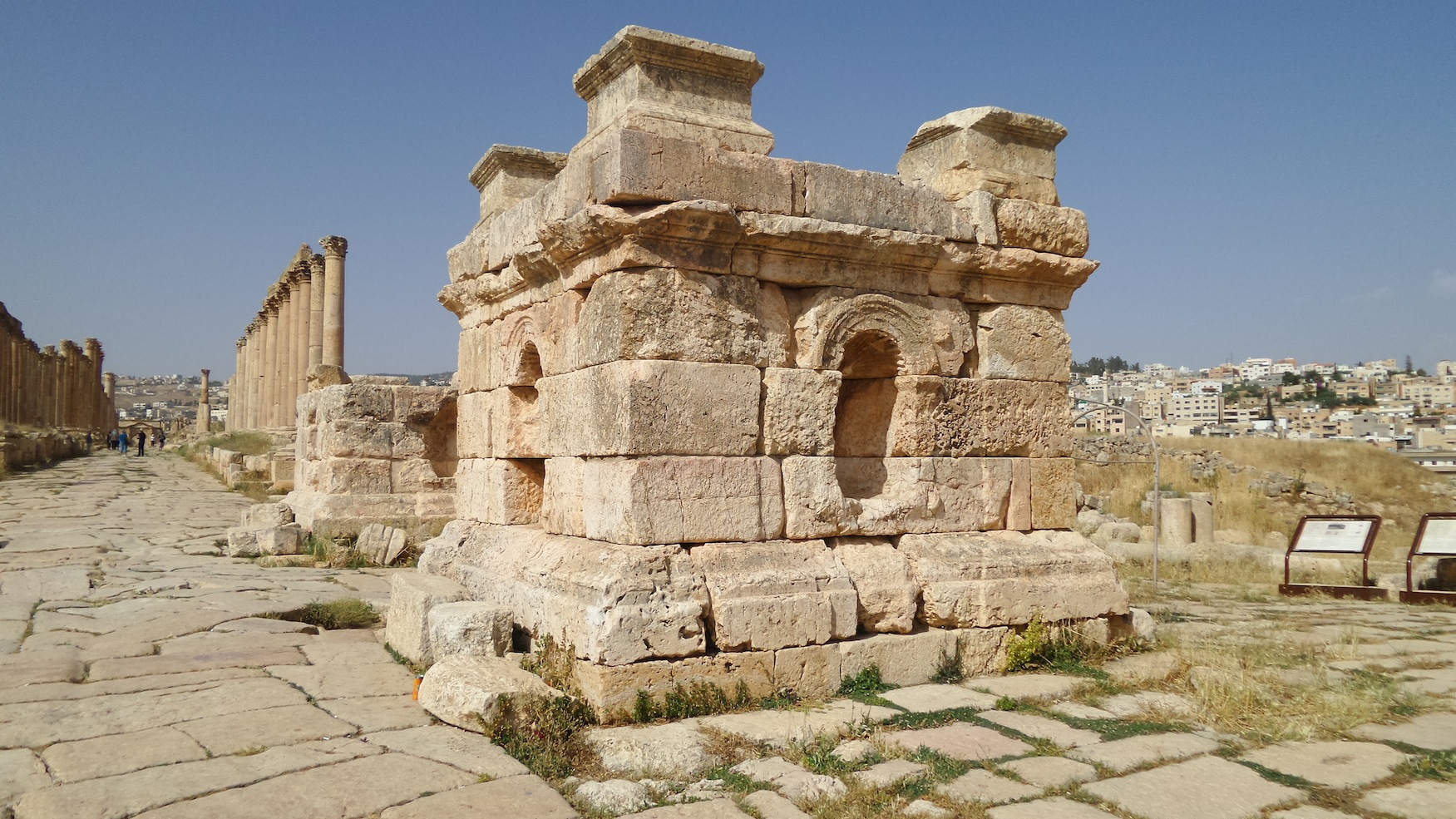
Два подіуми зі складу Південного тетрапілону Гераси

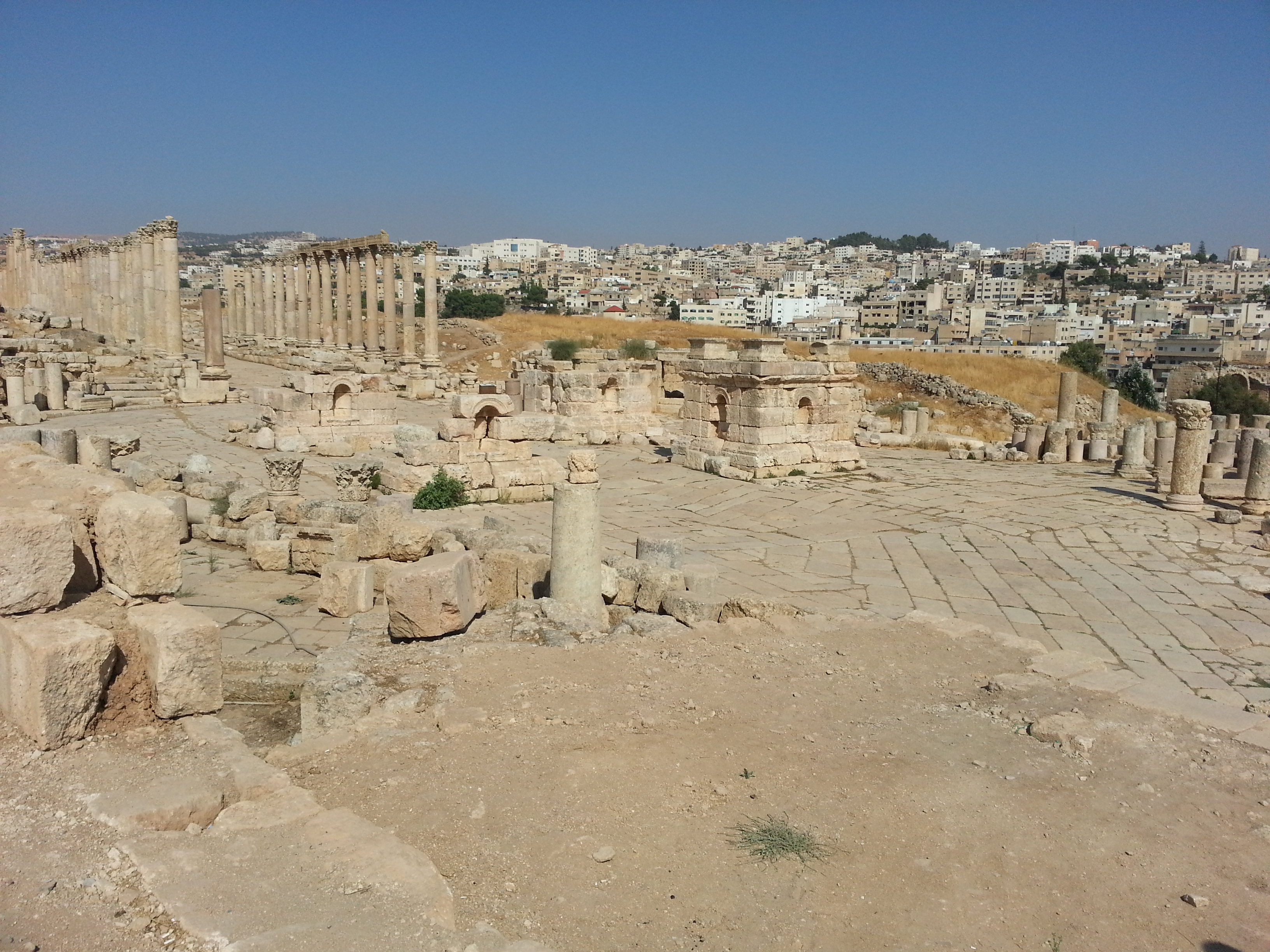
Загальний вигляд руїн Південного тетрапілону Гераси

Тетрапілонами в античності називали монументальні споруди, котрі зводили на перетині вулиць – зокрема, південний тетрапілон Гераси прикрашає перетин її кардо (головна магістраль напрямку північ-південь у містах римської імперії) та південного декуманусу (вулиця, що орієнтована по осі схід-захід). У середині другого століття нашої ери кардо пройшла через велику реконструкцію, під час якої приблизно посередині між мацеллумом та пропілеями храму Діоніса спорудили особливий тип тетрапілону – теракіоніон, котрий складався із чотирьох окремих елементів. У випадку з Герасою мова йде про чотири квадратні подіуми площею по 4 м2 кожен, бічні сторони яких прикрашали ніші зі статуями. На кожному із подіумів по кутах підносились чотири гранітні колони з капітелями коринфського ордеру, перекриті зверху спільним антаблементом. Наразі від герасенського тетракіоніону залишились лише подіуми різного ступеню збереженості, проте уявити загальний вигляд композиції можливо за допомогою виконаних археологами реконструкцій, наприклад, переглянувши це відео (уявлення про його загальну композицію також може надати споруда, котра знаходиться північніше у сирійській Пальмірі).

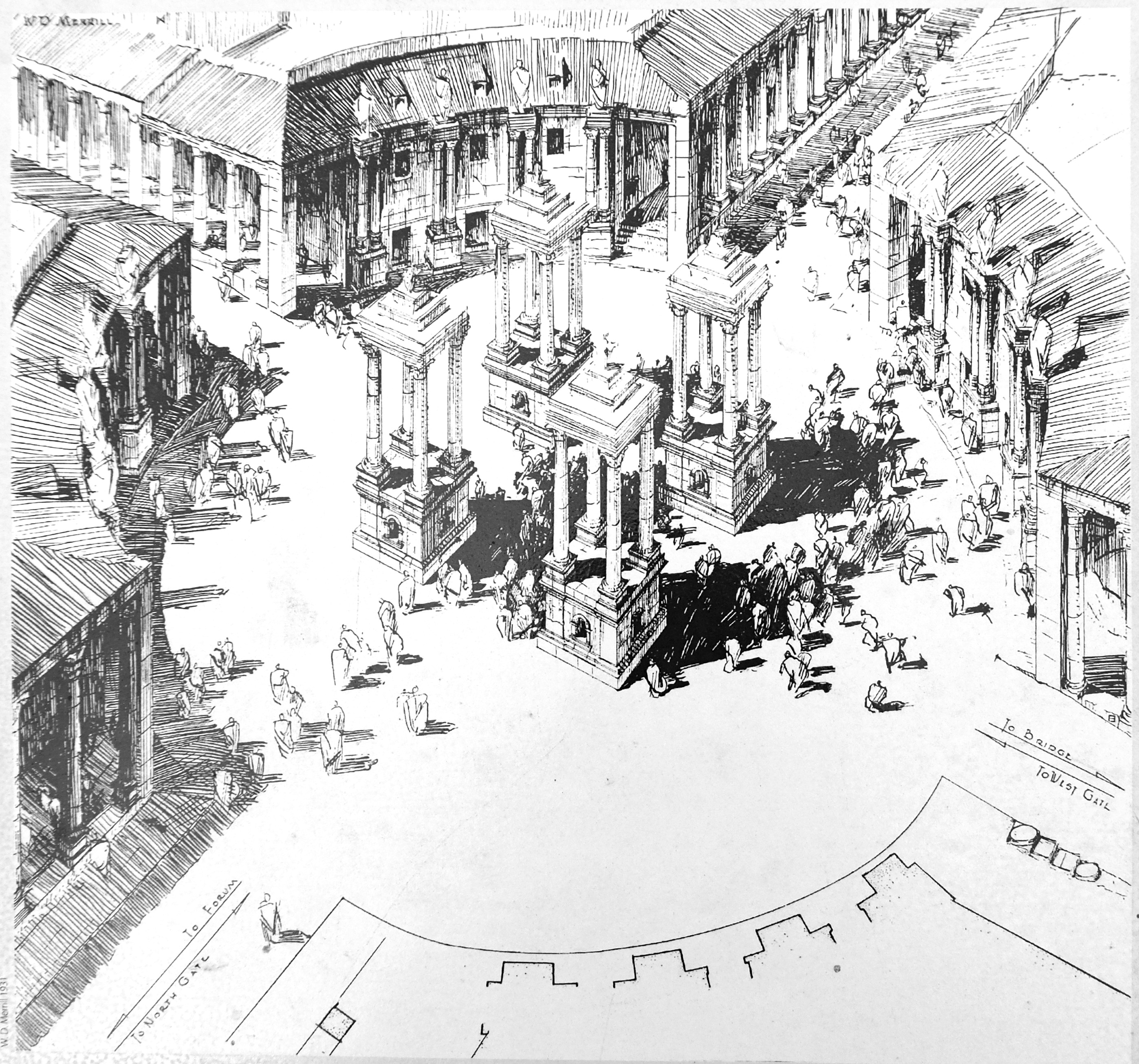
Реконструкція загального вигляду герасенського тетракіоніона

Тетракіоніон розташований на круглій площі діаметром 44 метри, щодо виникнення якої немає певності. За однією з версій, вона з'явилася разом зі спорудою, тоді як за іншою, була створена знесенням розташованих по кутах перехрестя будинків пізніше – приблизно в 3-му чи 4-му століттях. Після появи площі її оточували чотири будівлі із заокругленим фасадом, кожна з яких мала по три двері, котрі вели до двоповерхових магазинів. Вважається, що в третьому столітті у район Південного тетрапілону змістився комерційний центр міста.